# Blossia fradei
Espèce
Synonymes
- Blossiola fradei Lawrence, 1960

Blossia fradei est une espèce de solifuges de la famille des Daesiidae.

## Distribution
Cette espèce est endémique d'Angola. Elle se rencontre vers le lac Calundo.

## Publication originale
- Lawrence, 1960 : The Solifugae (Arachnida) of Angola. Publicacoes Culturais da Companhia de Diamantes de Angola, no 51, p. 107-128.